# (578) Happelia
(578) Happelia es un asteroide perteneciente al cinturón de asteroides descubierto el 1 de noviembre de 1905 por Maximilian Franz Wolf desde el observatorio de Heidelberg-Königstuhl, Alemania.
Está nombrado en honor del pintor alemán Carl Happel (1820-1914).